# چارچوب کانوین

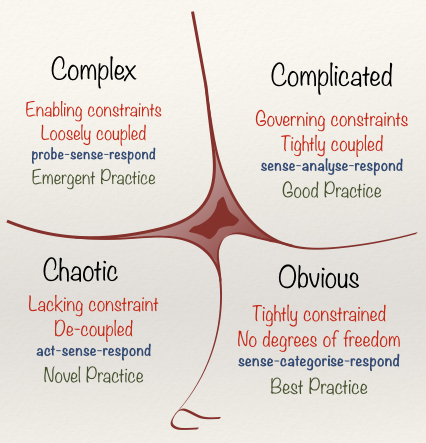
دامنه‌های چارچوب کانوین؛ حوزهٔ تیره در مرکز آشفتگی است.

چارچوب کانِوین [Cynefin Framework] (‎/kəˈnɛvɪn/‎ kuh-NEV-in) یک چارچوب مفهومی است که در تصمیم‌گیری استفاده می‌شود. در سال ۱۹۹۹ توسط دیو اسنودن هنگامی که برای IBM Global Services کار می‌کرد ایجاد شد، از این چارچوب به «دستگاه تفهیم‌سازی» تعبیر شده‌است. Cynefin یک کلمه ولزی به معنای زیستگاه است.
چارچوب کانوین پنج «دامنه» یا بافت تصمیم‌گیری پیشنهاد می‌کند - آشکار (این دامنه تا ۲۰۱۴ به عنوان ساده شناخته می‌شد، اخیراً توسط اسنودن به روشن تغییر نام داد)،  پیچاپیچ، پیچیده، آشوبناک و ناحیه‌ی آشفتگی - که مدیران را یاری می‌کند تا بتوانند شرایط را درک کنند و از رفتار خود و دیگران فهم حاصل نمایند.  این چارچوب در تحقیقات دانشگاهی در این موضوعات ظاهر می‌شود: نظریه سیستم‌ها، نظریه پیچیدگی، نظریه شبکه و نظریه‌های یادگیری.

## پیش‌زمینه

### واژه‌شناسی
ایده چارچوب کانوین این است که به تصمیم گیرندگان «حس مکانی» ارائه می‌دهد که از آن طریق می‌توانند برداشت‌های خود را بازبینی کنند. Cynefin یک کلمه ویلز به معنی زیستگاه، آمد و شد زیاد و آشنا است. اسنودن از این اصطلاح برای اشاره به این ایده استفاده می‌کند که همه ما پیوندهایی داریم مانند روابط قبیله ای، مذهبی و جغرافیایی که ممکن است از آنها آگاهی نداشته باشیم.

### تاریخچه
اسنودن، آن زمان از خدمات جهانی IBM، برای کمک به مدیریت سرمایه فکری در شرکت، کار در مدل کانوین را در سال ۱۹۹۹ آغاز کرد.   وی به توسعه آن به عنوان مدیر اروپایی مؤسسه مدیریت دانش IBM ادامه داد، و بعداً بعنوان بنیانگذار و مدیر مرکز کانوین IBM برای مدیریت پیچیدگی سازمانی، که در سال ۲۰۰۲ تأسیس شده‌است. سینتیا کورتز، محقق IBM، و اسنودن چارچوب را به‌طور مفصل سال بعد در مقاله ای تحت عنوان «پویایی جدید استراتژی: ایجاد حس در یک دنیای پیچاپیچ و پیچیده» شرح دادند که در نشریهٔ IBM Systems Journal منتشر شده‌است. 

## دامنه‌ها

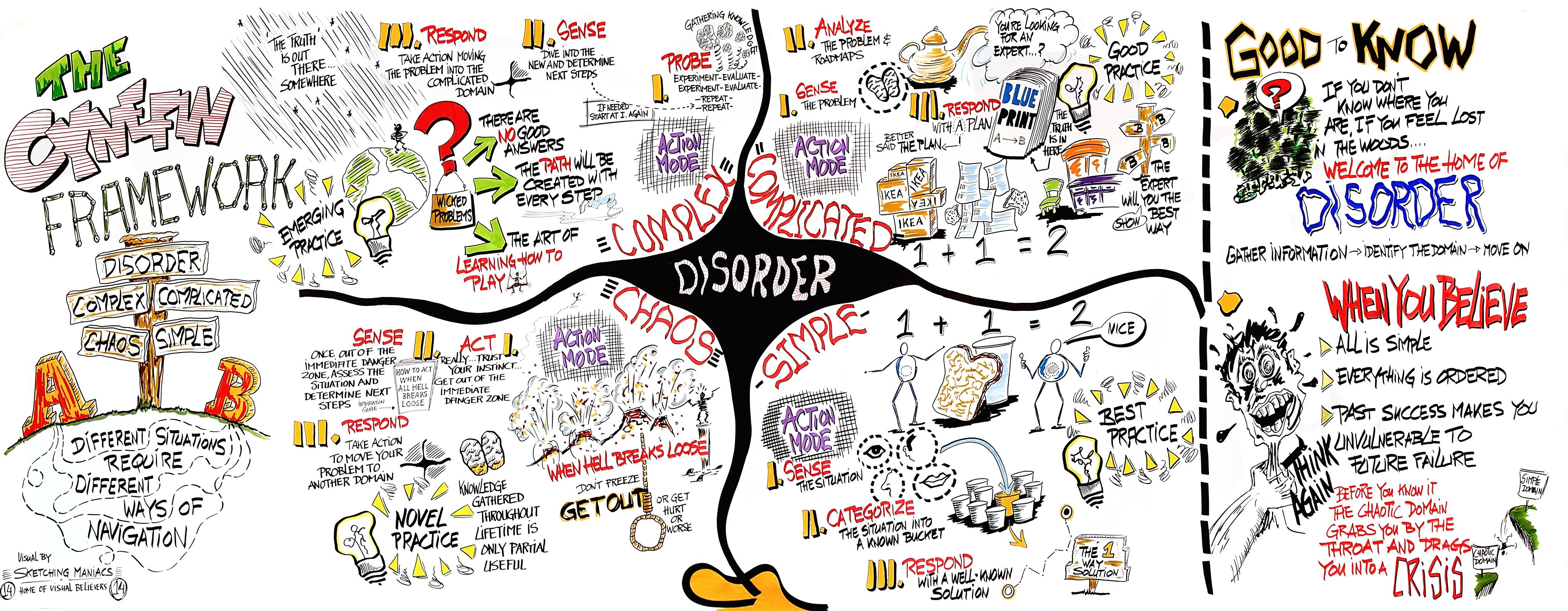
طرح از چارچوب کانوین، توسط ادوین استوپ

چارچوب کانوین پنج زمینه یا "دامنه" تصمیم‌گیری را در اختیار شما قرار می‌دهد: ساده، پیچاپیچ، پیچیده، آشفته و مرکز آشفتگی.  نام دامنه‌ها طی سالها تغییر کرده‌است. Kurtz and Snowden (2003) آنها را شناخته شده، قابل شناخت، پیچیده و آشفته خوانده بود. اسنودن و بون (۲۰۰۷) شناخته شده و قابل فهم، را به ساده و پیچاپیچ تغییر دادند. از سال ۲۰۱۴ اسنودن به جای عبارت ساده از واضح استفاده کرده و اکنون از واژهٔ آشکار استفاده می‌کند. 
دامنه‌ها یک «حس مکانی» ارائه می‌دهند که از آن می‌توان رفتار را تحلیل و تصمیم سازی کرد. دامنه‌های سمت راست، ساده (واضح) و پیچاپیچ «بسامان» محسوب می‌شوند: علت و معلول مشخص یا قابل کشف است. در مقابل دامنه‌های سمت چپ، بغرنج و آشوبناک، «بی‌سامان» هستند: علت و معلول را فقط می‌توان با پس‌نگری دریافت یا به هیچ وجه نمی‌توان به آن پی برد.

### ساده / واضح / آشکار

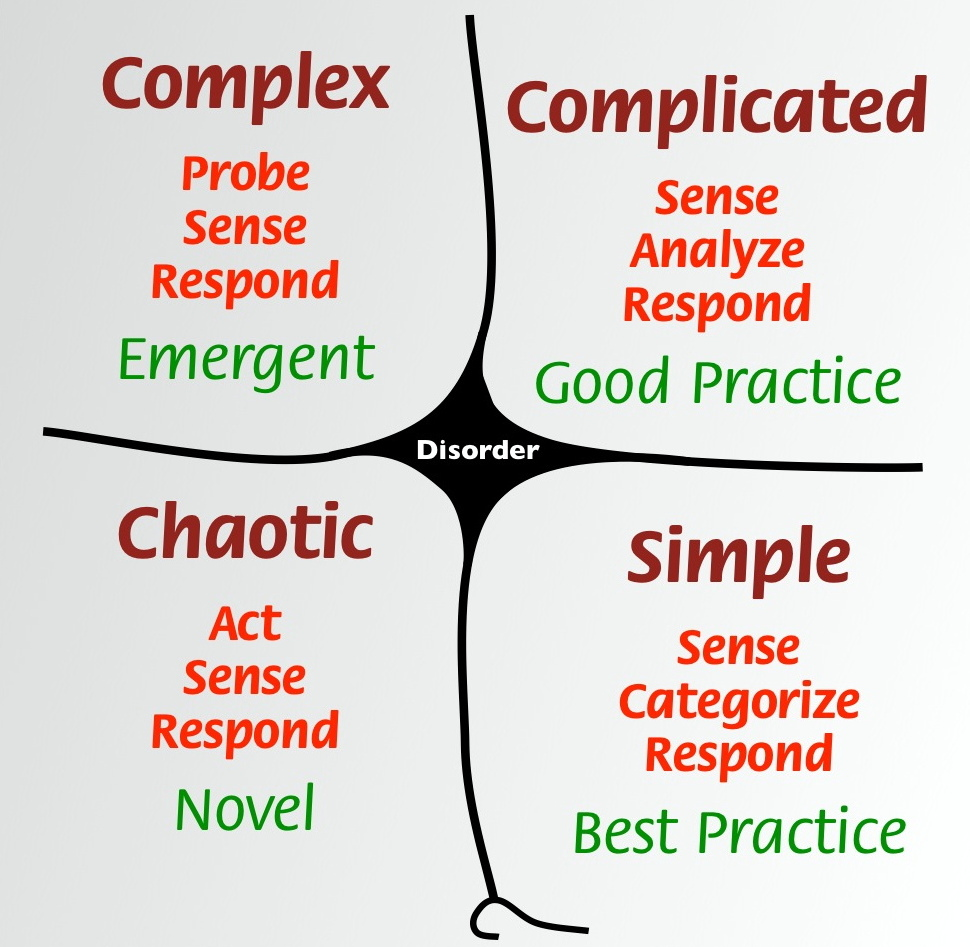
از سال ۲۰۱۴ اسنودن دامنه ساده را واضح خوانده و اکنون از واژه آشکار استفاده می‌کند.

دامنه ساده / واضح / آشکار به تعبیری "شناخته شده‌های معلوم" را نشان می‌دهد. این بدان معنی است که قوانینی راهگشایی وجود دارد (معروف به بهترین روش)، اوضاع پایدار است و رابطه بین علت و معلول مشخص است: اگر X را انجام می‌دهید، باید انتظار Y را داشته باشید. توصیه در چنین شرایطی این است که "حس کنید - طبقه بندی کنید - پاسخ دهید": واقعیت‌ها را تعیین کنید ("حس کردن")، طبقه‌بندی کنید، سپس با پیروی از قانون یا استفاده از بهترین روش‌ها پاسخ دهید. اسنودن و بون (۲۰۰۷) پردازش پرداخت وام را به عنوان مثال ارائه می‌دهند. یک کارمند مشکل را شناسایی می‌کند (به عنوان مثال، یک وام گیرنده هزینه کمتری را پرداخت کرده‌است)، آن را طبقه‌بندی می‌کند (اسناد وام را بررسی می‌کند) و پاسخ می‌دهد (از شرایط وام پیروی می‌کند). طبق گفته توماس A. استوارت،

### پیچاپیچ (Complicated)
دامنه پیچاپیچ از "ناشناخته‌های معلوم" تشکیل شده‌است. رابطه بین علت و معلول نیاز به تجزیه و تحلیل یا تخصص دارد. طیفی از پاسخهای صحیح وجود دارد. این چارچوب "حس کنید - تجزیه و تحلیل کنید - پاسخ دهید" را توصیه می‌کند: واقعیت‌ها را ارزیابی کنید، تجزیه و تحلیل کنید و روش عملی مناسب را اعمال نمایید به گفته استوارت:
در اینجا امکان کار منطقی برای تصمیم‌گیری وجود دارد، اما انجام این کار نیاز به قضاوت و تخصص سنجیده دارد. این‌جا قلمرو مهندسان، جراحان، تحلیلگران اطلاعات، وکلا و دیگر متخصصان است. هوش مصنوعی خوب از عهدهٔ این مسائل برمی‌آید: هوش مصنوعی آبی عمیق به خوبی شطرنج بازی می‌کند چرا که با یک مشکل پیچاپیچ روبروست؛ ارزیابی هر دنباله ممکن از حرکت‌ها

### پیچیده (Complex)
دامنه پیچیده "ناشناخته‌های نامعلوم" را نشان می‌دهد. علت و معلول فقط با نگاه به گذشته قابل استنباط است و هیچ پاسخ صحیحی وجود ندارد. اسنودن و بون می‌نویسند: "ممکن است الگوهای آموزنده‌ای ظهور کنند، اگر رهبر آزمایش‌هایی انجام دهد که در صورت شکست ایمن باشد"، چارچوب کانوین این فرایند را "بکاو - حس کن - پاسخ بده" می‌نامد. موارد دشوار بیمه‌ای یک نمونه است. راجع به «موارد دشوار» استوارت می‌نویسد: «به پذیره نویس‌های انسانی احتیاج دارید، و بهترین‌ها همه همین کار را می‌کنند: پرونده را ریخته و مطالب را پخش کنید.» استوارت میدان‌های جنگ، بازارها، اکوسیستم‌ها و فرهنگ‌های سازمانی را به عنوان سیستم‌های پیچیده معرفی می‌کند که «در برابر یک روش تقلیل گرایانهٔ «جدا جدایش کن و ببین چگونه کار می‌کند»، غیرقابل نفوذ است، زیرا اقدامات شما وضعیت را به گونه‌ای غیرقابل پیش بینی تغییر می‌دهد.»

### آشوبناک
در دامنهٔ آشوبناک، علت و معلول نامشخص است.  پاتریک لمب می‌نویسد: «وقایع در این حوزه» بیش از حد گیج کننده هستند که نمی‌توان در انتظار پاسخی دانش بنیان بود. «اقدام کردن - هر اقدامی - اولین و تنها راه پاسخ مناسب است.» در این زمینه، مدیران "عمل می‌کنند - حس می‌کنند - پاسخ می‌دهند": برای ایجاد نظم عمل کنید؛ احساس کنید که ثبات در چیست؛ سپس پاسخی دهید تا آشوب را به پیچیدگی تبدیل کنید.

### نابسامانی / سرگردانی
دامنه نابسامانی یا آشفتگی تیره در مرکز، موقعیت‌هایی را نشان می‌دهد که هیچ شفافیتی در مورد این که مسئله در کدامیک از دامنه‌های دیگر مصداق یافته‌است، وجود ندارد. بنا به تعریف، سخت است که بفهمید چه زمانی این دامنه اعمال می‌شود. اسنودن و بون می‌نویسند: «در اینجا، چشم اندازهای متعدد به برجستگی رخ می‌نماید، رهبران جناح با یکدیگر بحث می‌کنند و آشفتگی حکم فرمایی می‌کند». 
راه برون رفت از این قلمرو این است که شرایط را به قسمت‌های تشکیل دهنده تقسیم کنیم و هر کدام را به یکی از چهار قلمرو دیگر نسبت دهیم. سپس رهبران می‌توانند تصمیم‌سازی کنند و به روش‌هایی متناسب با زمینه دخالت کنند.